# Apple Music
Apple Music è un servizio di streaming video e musicale sviluppato da Apple Inc.

## Storia

Icona di Apple Music

Apple Music venne annunciato dalla compagnia l'8 giugno 2015 all'Apple Worldwide Developers Conference dall'unione di Beats Music e iTunes Radio e distribuito il 30 giugno dello stesso anno, con l'aggiornamento iOS 8.4, in circa 100 paesi, tra cui l'Italia. Da giugno 2021 fornisce audio in qualità lossless, con supporto a Dolby Atmos.
Oltre a compilare classifiche sulla base degli ascolti registrati sulla piattaforma per singole tracce, album, video, playlist, città e nazioni, Apple Music pubblica anche liste curate dal suo team editoriale; nel 2024 fu stilata una playlist dei cento migliori album di sempre (Apple Music 100 Best Albums), alla quale lavorarono, tra gli altri Pharrell Williams, J Balvin, Charli XCX ed esperti del settore. La classifica fu oggetto di numerose critiche, molte delle quali rivolte alla scelta di piazzare The Miseducation of Lauryn Hill di Lauryn Hill al primo posto.

## Panoramica
L'utente può riprodurre in streaming un catalogo di oltre 100 milioni di brani musicali che il dispositivo riproduce attraverso la connessione internet in audio alta qualità lossy (aac) o in audio Hi-Res in formato lossless (ALAC), oppure l'utente può anche scaricare i brani per poi ascoltarli comodamente offline. Il servizio fornisce anche consigli e suggerimenti basati sui gusti dell'utente, anche se tramite playlist e mix nella sezione "home".
Apple Music è fruibile anche attraverso Siri, Alexa e Google Assistant (oltre a PlayStation 5, Xbox, PC Windows ecc...)

## Interfaccia
La schermata di apertura, con iOS 18, presenta una barra situata in fondo allo schermo composta da cinque voci selezionabili: "Home", "Radio", "Cerca", "Libreria" e "Scopri", mentre per iPadOS 18 presenta una barra posizionata nella parte superiore dello schermo composta dalle medesime voci precedenti ma con la possibilità di aggiungere le voci "Aggiunti Di Recente", "Artisti", "Album", "Brani", "Video Musicali", "TV e Film", "Consigliati per te", "Generi", "Scaricati" e "Playlist". L'interfaccia è facile da utilizzare, essendo in lingua italiana, e le funzioni che offre sono altrettanto intuitive che arricchiscono l'esperienza utente dando un aspetto minimale e moderno ma offrendo lo stesso professionalità e attenzione alla musica in se.

### Audio lossless
Il 17 maggio 2021 Apple annuncia che, a partire da giugno dello stesso anno, l'intero catalogo sarà fruibile in qualità lossless mediante il codec ALAC senza maggiorazioni di prezzo nell'abbonamento. Viene aggiunto il supporto anche a Dolby Atmos e ad audio spaziale (nelle cuffie che lo supportano).

### Apple Music Replay
Il servizio di Apple, chiamato Apple Music Replay scopre i brani, gli album, gli artisti, le playlist, i generi e le stazioni che l'utente ha ascoltato maggiormente in un arco di tempo. La funzione è attiva dal 2019, in concorrenza con il Wrapped di Spotify. L'ultima playlist resa disponibile è stata Replay 2024, che contiene i brani più ascoltati durante l'anno 2024.
Inoltre, a partire da febbraio 2025, è iniziato il Replay 2025 che si concluderà a dicembre con il recap generale di ciò che ha ascoltato l'utente (come già accaduto per quello del 2024).

### Radio
L'interfaccia di Apple Music possiede anche una sezione "Radio", dove sono raggruppate tutte le stazioni radio che è possibile ascoltare. Tra queste, ce ne sono sei gestite da Apple:
- Apple Music 1: è la stazione radio principale. È stata lanciata il 30 giugno 2015 come Beats 1 e ha cambiato nome il 18 agosto 2020. Music 1 trasmette principalmente musica pop, rap e indie e tra i principali conduttori ci sono Zane Lowe, Ebro Darden e Matt Wilkinson.
- Apple Music Hits: è stata lanciata il 18 agosto 2020 assieme a Music Country. Music Hits trasmette, come dice il nome, alcune delle hit degli anni '80, '90 e 2000.
- Apple Music Country: è stata lanciata il 18 agosto 2020 assieme a Music Hits. Music Country trasmette, come dice il nome, musica country.
- Apple Música Uno: è stata lanciata il 10 dicembre 2024 assieme a Music Club e Music Chill. Música Uno trasmette canzoni in lingua spagnola, come reggaeton o simili.
- Apple Music Club: è stata lanciata il 10 dicembre 2024 assieme a Música Uno e Music Chill. Music Club trasmette, come dice il nome, musica elettronica tipica dei club e delle discoteche, con anche DJ Mix creati da noti DJ mondiali.
- Apple Music Chill: è stata lanciata il 10 dicembre 2024 assieme a Música Uno e Music Club. Music Chill trasmette, come dice il nome, musica dal suono calmo e rilassante, come la Lo-Fi o simili.

Oltre a queste, possono essere ascoltate altre stazioni radio non di Apple. Tra le italiane ci sono:
- Radio Italia
- RTL 102.5
- Radio Deejay
- RDS
- Radio 105
- Virgin Radio Italy
- RAI Radio 1
- RAI Radio 2
- m2o
- Radio Monte Carlo
- Radio Zeta
- Radio Capital

Infine, è possibile ascoltare oltre 100 stazioni radio provenienti da tutto il mondo, come quelle di BBC Radio, NRJ, Triple J, Deutschlandfunk e molte altre.

## Disponibilità geografica

Mappa raffigurante la disponibilità di Apple Music nel mondo